# Merckle Unternehmensgruppe
Die Merckle Unternehmensgruppe ist die durch Adolf Merckle gegründete Unternehmensgruppe. 2008 hatte die Merckle Gruppe etwa 100.000 Mitarbeiter und erwirtschaftete einen Umsatz von rund 30 Milliarden Euro. Im Jahr 2022 hat die Unternehmensgruppe einen Umsatz von 28,2 Mrd. Euro und war damit auf Platz 9 der größten Familienunternehmen Deutschlands.

## Entwicklung
Keimzelle der Unternehmensgruppe ist das Pharmaunternehmen Merckle GmbH. Im Jahr 1967 erbte Adolf Merckle das Unternehmen von seinem Vater. Der Betrieb beschäftigte damals 80 Mitarbeiter und erzielte einen Umsatz von vier Millionen Deutsche Mark pro Jahr. Kurz nach dem Antritt des Erbes begann Merckle mit dem Ausbau des Unternehmens zu einem weit verzweigten Konzern. 1973 gründete er in Blaubeuren das heute in Ulm ansässige Unternehmen Ratiopharm, das Generika herstellt. 1994 erfolgte unter ihm die Gründung des Pharmagroßhandels Phoenix Pharmahandel.
Merckles unternehmerisches Engagement war breit gefächert. Er verfügte über ein umfangreiches und vielfältiges Geflecht an Beteiligungen – von der HeidelbergCement über den Pistenraupenhersteller Kässbohrer, die Metallwerke der Zollern GmbH, die Gruschwitz Textilwerke bis hin zum Skilift im Kleinwalsertal. Über seine Mehrheitsbeteiligung am Elektromaschinenbauunternehmen VEM Sachsenwerk war er auch im Windkraftanlagengeschäft präsent.
Die Gruppe wird seit 1997 von Ludwig Merckle geleitet, der diese nach der Übergabe der Geschäfte von Adolf Merckle führt.
In der Finanzkrise des Jahres 2008 verloren Kreditsicherheiten, die die Gruppe in Form von Aktien hinterlegt hatte, stark an Wert. Die Gläubigerbanken forderten daher vorzeitige Kredittilgungen und weitere Sicherheiten, die nicht vollständig geleistet werden konnten. Die Gruppe geriet infolgedessen in einen Liquiditätsengpass. Am 5. Januar 2009 beging Adolf Merckle Suizid. Es wird angenommen, dass er sich aufgrund der wirtschaftlichen Notlage seiner Unternehmen und der „Ohnmacht, nicht mehr handeln zu können“, wie seine Familie erklärte, zu diesem Schritt entschlossen hatte. Kurz danach wurde im Januar 2009 mit den rund 40 Banken eine Einigung über die Stabilisierung der Gruppe erreicht. Teil dieser Einigung mit den Banken war die Ernennung von Treuhändern, die eine Restrukturierung der Gruppe beziehungsweise den Verkauf von Vermögensgegenständen betreuen sollen. Die Ratiopharm Gruppe wurde an Teva Pharmaceutical Industries verkauft.
Philipp Daniel Merckle, Sohn von Adolf Merckle sagte 2009, sein Vater habe ein „unüberschaubares Konzerngeflecht“ aufgebaut, bei dem die Verschachtelung „durchaus Prinzip“ gewesen sei.
Im Rahmen der Restrukturierung wurde der Anteil an HeidelbergCement im September 2009 auf 24,4 % reduziert. 
Im Februar 2010 wurde der Verkauf der Mepha-Beteiligung an Cephalon (heute Teil von Teva) bekannt gegeben.

## Geschäftsbereiche und Struktur
Die Merckle Unternehmensgruppe besteht aus einer Vielzahl an Unternehmen und Beteiligungen. 
Die Merckle Unternehmensgruppe umfasst folgende Bereiche:
- Pharmahandel
- Maschinenbau
- Baustoffe + Zement
- Sonstige Bereiche

Die Unternehmensgruppe wird über verschiedene Beteiligungsgesellschaften verwaltet.
| Anteile* in % | Unternehmen | Unternehmen                                               | Umsatz in Mio. Euro | Mitarbeiter        |
| ------------- | ----------- | --------------------------------------------------------- | ------------------- | ------------------ |
| 100 %         |             | Blauwald GmbH & Co. KG (Forstunternehmen)                 |                     |                    |
| über 90 %     |             | Phoenix Pharmahandel                                      | 23.250 (2015/16)    | 29.745 (2015/16)   |
| 93 %          |             | Kässbohrer Geländefahrzeug (Pistenfahrzeuge)              | 183                 | 455                |
| 50 %          |             | Zollern-Gruppe (Gießerei-, Antriebstechnik, Maschinenbau) | 533                 | 2.900              |
| 26 %          |             | HeidelbergCement (Zement, Baustoffe)                      | 17.266 (2017)       | 60.424 (2016/2017) |

*z. T. über die zentrale Holdinggesellschaft Spohn Cement, VEM Vermögensverwaltung und Kötitzer Ledertuch- und Wachstuchwerke
Diese Liste nennt nur die größten und wichtigsten bekannten Beteiligungen der Familie Merckle; insgesamt gehören bis zu 100 Beteiligungen an Unternehmen zu dem Geflecht.

## Artikel
- Faz.net, 25. Februar 2012: Merckles Kinder und die Last des Erbes, abgerufen am 7. September 2012
- Reuters, 19. November 2008: Die größten Firmen des Merckle-Familienimperiums
- FTD.de, 17. März 2008: Pillen, Nähgarn, Skigebiete (Memento vom 23. März 2008 im Internet Archive)
- wiwo.de, 7. Oktober 2003: Adolf merckle gesammelte Werke